# Шмаль, Адольф
Феликс Адольф Шмаль (нем. Felix Adolf Schmal, 18 сентября 1872, Дортмунд, Германия — 28 августа 1919, Зальцбург, Австрия) — австрийский велогонщик и фехтовальщик. На летних Олимпийских играх 1896 он завоевал одну золотую и две бронзовых медали в велоспорте.
Адольф Шмаль участвовал в гонках на 333,3 м, 10 км, 100 км и 12-часовой гонке. Лучший его результат был в 12-часовом заезде, где он преодолел почти 315 километров, и обогнав своего главного соперника британца Фрэнка Кипинга на 333 метра.
Кроме того, Шмаль занимал третье место в гонках на 10 километров и 333,3 метра, на которой он показал одинаковой результат с греком Стаматиосом Николопулосом, однако в заезде за второй место он уступил сопернику.
Шмаль также участвовал в фехтовальных соревнованиях по сабле, где он занял 4 место, обыграв лишь грека Георгиуса Ятридиса.
Шмаль был спортивным журналистом и подписывался псевдонимами Шмаль-Филиус или просто Филиус.